# Критична маса (велоподія)

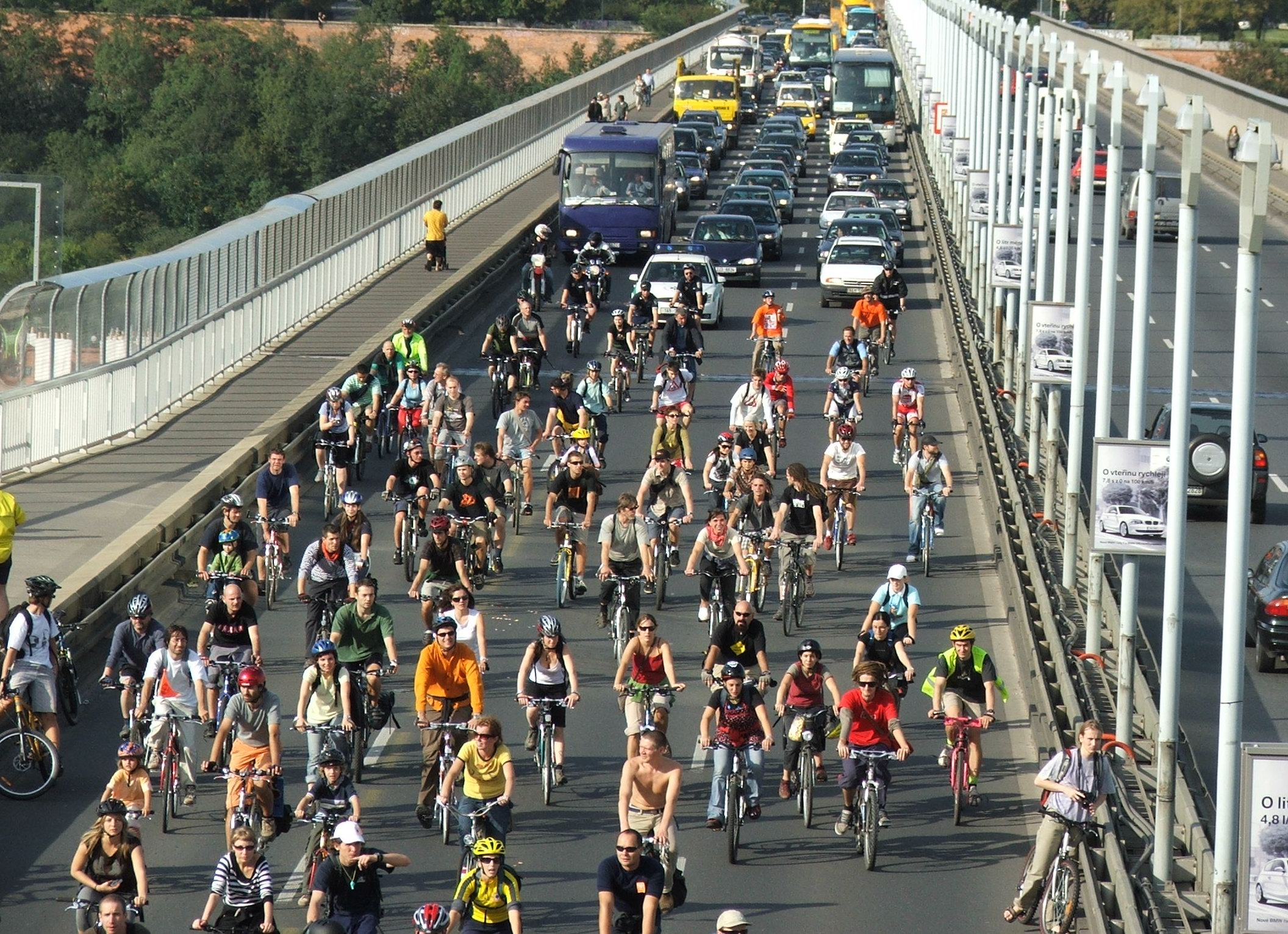
Критична маса в Празі

Критична маса (англ. Critical Mass) — велосипедна подія, що зазвичай проводиться в останню п'ятницю кожного місяця у понад 300 містах в усьому світі. Цю ініціативу вважають частиною соціального руху.
Метою події є популяризація велосипедного транспорту, привернення уваги автомобілістів до велосипедного руху в місті, боротьба за екологічно чистий транспорт.
Критична маса не має чітко визначеного організатора, плану дій чи маршруту. Учасники акції позиціонують ці події як спонтанні зібрання, що не мають характеру протестів. Акція проходить у форматі, подібному до формату флеш-мобів. Велосипедисти обирають напрямок руху та пересуваються містом. Саме тому, подібного роду події не потребують додаткових дозволів та узгоджень із місцевою владою та поліцією.

## Історія
Велосипедні заїзди схожі на «Критичну масу» з сотнями учасників проходили у Стокгольмі, Швеція, на початку 1970-х. Але перша поїздка сучасної критичної маси відбулася у п'ятницю, 25 вересня 1992 року 18:00 в Сан-Франциско. У той час, заїзд складався з пари десятків велосипедистів, які одержали листівки на Маркет-стріт.
Незабаром після цього, деякі учасники, що брали участь у велопробігу, пішли у місцевий магазин велосипедів на показ документального фільму Теда Уайта «Return of the Scorcher» (1992), про велосипедну культуру за кордоном. У цьому фільмі, американський дизайнер транспортних засобів, що приводяться в рух людиною, зазначив, що в Китаї, як автомобілісти, так і велосипедисти мали «узгоджений» метод перетину перехресть без подачі сигналів. Транспортний потік накопичувався на такому перехресті доти, доки корок не сягав «критичної маси», і в це момент маса починала рух через перехрестя. Цей термін, взятий з фільму, було застосовано до назви велопробігу, і він прижився уже до наступного заїзду.
До часу четвертої поїздки, кількість велосипедистів зросла до близько 100 і продовжила різко зростати, досягнувши в середньому близько 1000 велосипедистів.
Назва була незабаром прийнята як загальна учасниками схожих, але незалежних заїздів, які були або розпочаті в різних місцях в усьому світі приблизно в той же час, або вже існували до 1992 року під іншими назвами. До частих учасників деколи застосовують термін «masser» (масовик).
Станом на 2003 рік, велоподія «Критична маса» вже стала регулярною у більш ніж 300 містах в усьому світі.

## Організація заїзду

### Структура
Критична маса має радше децентралізовану, аніж ієрархічну структуру. Часом Критичну масу називають “організованим збігом”, що не має членства та керівництва. Маршрути заїздів визначаються або безпосередньо на місці перед стартом самими учасниками, або обираються заздалегідь. Неорганізована структура заїздів дає їм можливість бути незалежними від місцевих органів влади і від рамок і обмежень, характерних для зареєстрованих парадів чи організованих масових заходів.
Для функціювання події необхідно лише наявність одного чинника — наявність велосипедистів учасників, які можуть створити на дорозі “критичну масу”, яка займатиме частину проїжджої частини і потіснить водіїв автомобілів.

### Символіка

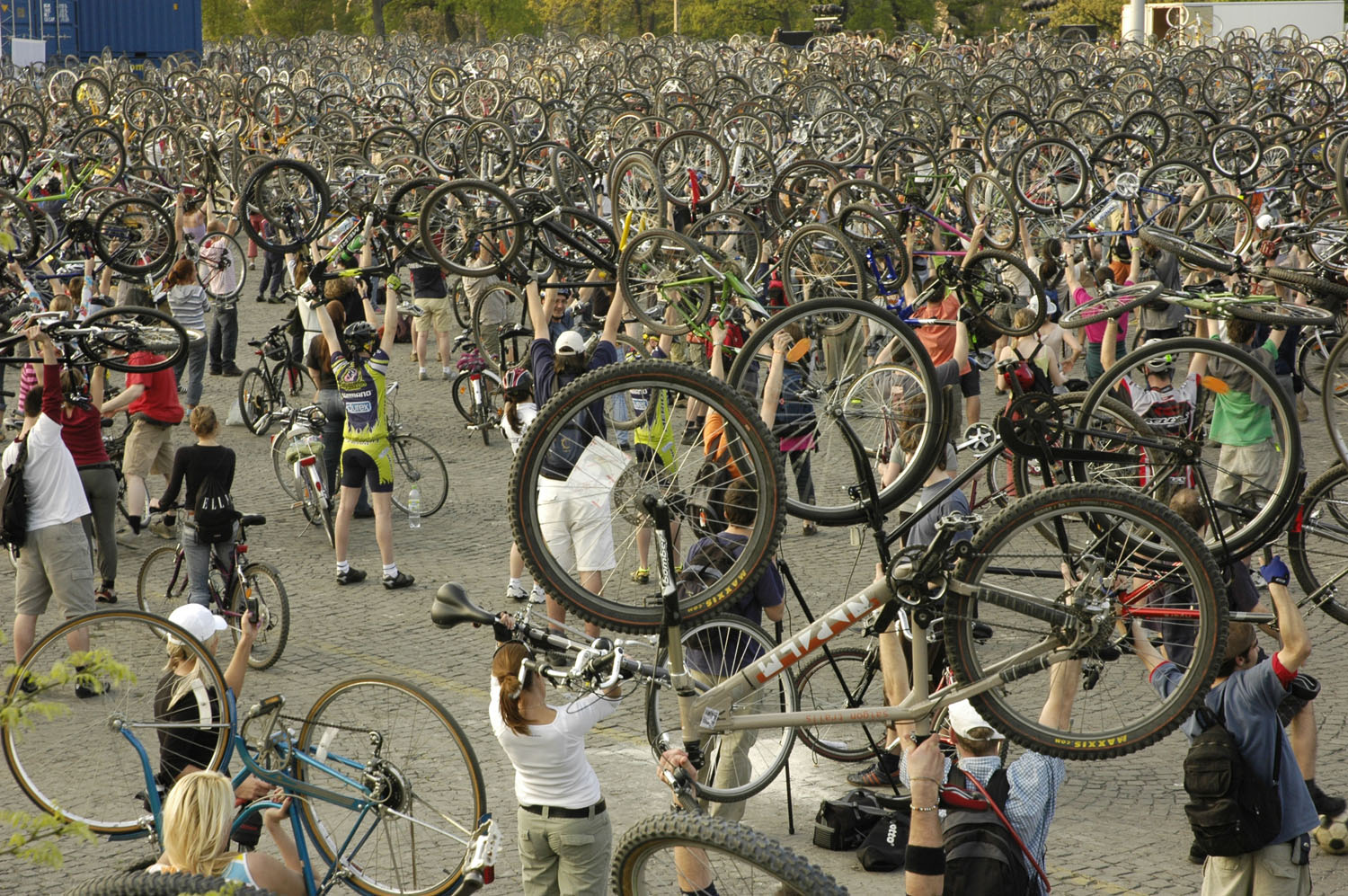
Критична маса в Будапешті

Критична маса не має єдиного затвердженого логотипу. Різні логотипи для подій в різних містах та країнах малюють ентузіасти.
Учасники акції їздять містом під гаслом «Ми не блокуємо дорожній рух — ми і є дорожній рух» (англ. we are not blocking traffic, we are traffic).
Кожен велопробіг завершується символічним жестом — учасники піднімають велосипед вгору над головою.

### Пересування містом
Пересування критичної маси велосипедистів містом здійснюється у вигляді колони. Залежно від кількості велосипедистів, їх скупчення займає щонайменше одну смугу на дорозі. Проведення акції не має на меті блокування руху автомобілів, натомість учасники показують автомобілістам, що вони теж є частиною трафіку, такими самими учасниками дорожнього руху як і інші.
Під час пересування учасники акції дотримуються правил дорожнього руху, а також загальноприйнятих рекомендацій, зокрема:
- триматись якомога ближче до правого краю дороги, не виїздити на середину дороги і не займати на проїжджій частині більше місця, ніж потрібно для пересування;
- зупинятись на червоний сигнал світлофора;
- пропускати пішоходів на пішохідних переходах;
- не їздити по тротуарах;
- показувати руками повороти;
- звертати увагу на дорожні знаки та розмітку.

### Безпека

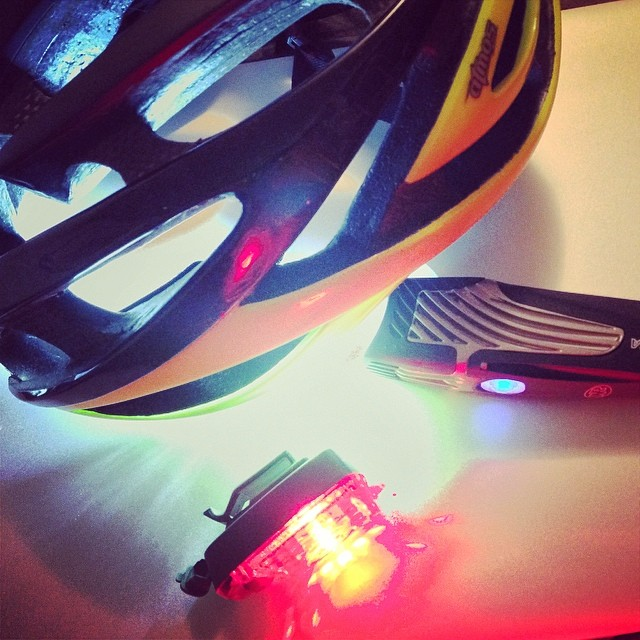
Шолом та ліхтарики

Усі учасники повинні пам'ятати, що дорога — місце підвищеної небезпеки. Велосипедисти повинні знати чинні ПДР, та дотримуватись їх. Велосипеди повинні бути обладнані згідно чинних вимог: мати справні гальма, звуковий сигнал, бути обладнаними світловідбивачами (спереду — білий, позаду — червоний, по боках — жовтогарячі) або фарами. Всім, хто має шолом, рекомендовано використовувати його. Кожен учасник сам несе відповідальність за свою безпеку на дорозі.

## Критична маса в Україні
Акції критичної маси розпочали проводити у Львові ще в 2006-2007 році. На перші заїзди збиралось близько 60 учасників. Декілька заїздів критичної маси пройшли у Тернополі в 2007 році.
Друга хвиля критичної маси відбулася вже в 2013 році, на піку популярності велотранспорту у Львові. 28 червня відбувся перший сучасний заїзд критичної маси, який зібрав більше сотні велосипедистів. Відтоді, учасники збираються кожної останньої п'ятниці місяця на площі перед Львівським національним університетом ім. І.Франка. Заїзди відбуваються регулярно, щоразу додаються нові учасники. Особливістю акції у Львові є те, що заїзди відбуваються впродовж цілого року, навіть узимку.
Велопробіг «Критична маса» в інших містах України не проводився до 2014 року, проте влітку 2014 заїзди критичної маси пройшли у Києві (21 червня), Рівному (27 червня), Одесі (31 травня), Хмельницькому (28 червня), Харкові (5 липня). Цього ж літа акція відбулася в Кривому Розі та Чернігові. В Києві та Одесі акції «Критична маса» стали проводитись періодично.
Дати заїздів в різних містах України обираються координаторами велопробігів. Переважно, подія припадає на п'ятницю чи суботу. Лише у Львові та Одесі акція відбувається щомісячно в останні п'ятницю та суботу місяця відповідно.

Акції «Критична маса» в містах України (2015 р.)

До акції «Критична маса» долучились:
1. Львів (2006 р.)
2. Чернівці (із 25 квітня 2014 р.)
3. Київ (із 21 червня 2014 р.)
4. Рівне (із 27 червня 2014 р.)
5. Одеса (із 31 травня 2014 р.)
6. Хмельницький (із 28 червня 2014 р.)
7. Харків (із 5 липня 2014 р.)
8. Кривий Ріг (із 25 липня 2014 р.)
9. Чернігів (із 25 липня 2014 р.)
10. Тернопіль (із 24 квітня 2015 р.)
11. Вінниця (із 25 квітня 2015 р.)
12. Запоріжжя (із 17 травня 2015 р.)
13. Дніпро (із 29 серпня 2015 р.)
14. Южноукраїнськ (із 17 жовтня 2015 р.)
15. Вараш (із 25 березня 2016 р.)
16. Івано-Франківськ[8] (із 30 березня 2018 р.)